# Rhysida longicarinulata
Rhysida longicarinulata är en mångfotingart som beskrevs av Lalit Prasad Khanna och R.C. Tripathi 1986. Rhysida longicarinulata ingår i släktet Rhysida och familjen Scolopendridae. Inga underarter finns listade i Catalogue of Life.